# Río Sil
El Sil es un río del noroeste de la península ibérica, principal afluente del río Miño, que discurre por las provincias españolas de León, Orense y Lugo. 
El río Sil tiene una longitud de 234 km y atraviesa dos comunidades, Castilla y León y Galicia. Discurre por las comarcas leonesas de Babia, Laciana, el Bierzo y Cabrera durante 115 kilómetros, y por las comarcas gallegas de Valdeorras, Quiroga, Tierra de Lemos, Tierra de Caldelas y Orense, siendo su distancia recorrida en Galicia de 119 kilómetros.
Es administrado por la Confederación Hidrográfica del Miño-Sil.

## Etimología
Según algunos autores se cree que Sil vendría del latín sil: ocre. Plinio el Viejo hablaba en sus documentos de la abundancia de oro y plata que se tiraba de las grandes explotaciones mineras de Gallaecia en lo que hoy son Las Médulas, en la cuenca del Sil; tales minas eran también ricas en materias colorantes o pigmentos ocres. Dioscórides habla expresamente de los ocres de la Iberia occidental.
Más probable es el origen que dan otros autores, como Pokorny y E. Bascuas, que hablan de una raíz indoeuropea sei-, sel- (gotear, correr, húmedo), de las que derivan los nombre de otros ríos como los italianos Silis y Silarus. Otros autores hablan de la raíz celto-gemánica-báltico-eslava: slei-, sli- (resbalar).
También existe una tercera hipótesis de origen preindoeuropeo.
(I) Posible origen indoeuropeo. Del geógrafo Estrabón:
"... Nam de priscorum graecorum sententia hoc dico, quod, sicut notae versus septentrionem gentes uno prius nomine omnes vel Scythae vel Nomades, utab Homero, appellabatur, ac postea temporis cognitis regionibus occidius celtae, Iberi aux mixto nomine Celtiberi ac Celtoscythae dici coeperunt, cuum prius ob ignorationem singulae gentes uno omnes nomine afficrentur...
... Porque digo esto desde la opinión de los antiguos griegos, que así como las naciones conocidas hacia el norte eran llamadas todas con un solo nombre, o escitas o nómadas, como dice Homero, y más tarde, cuando se conocieron las regiones hacia el oeste, los celtas, los íberos comenzaron a ser llamados, o con el nombre mixto de celtíberos y celtoescitas, mientras que antes, debido a la ignorancia, cada nación era llamada con un solo nombre. (Estrabón, Geografía, libro I, cap. II, p. 33).
En otro pasaje del geógrafo-historiador:
"Deinde intra Taurum, quae sunt supra Hyrcanium mare usque ad Indos et Scythas ad idem mare accolentes, et montem Imanum [¿Imeon?]. Haec autem tenent partim Maeotae (Sauromatae) et qui sunt intra Hyrcanium mare et Pontum, usque ad Caucasum, Iberos, Albanos, Sauromatae, Scythae, Achaei, Zygi, Heniochi. Supra mare autem Hyrcanium Scythae, Hyrcani, Parthyaei, Bactri, Sogdiani, et reliquae partes quae indis sunt versus septentrionem...".
"Luego, dentro de Tauro, que se encuentra sobre el mar Hircanio hasta los indios y escitas que viven en el mismo mar, y el monte Imanus [¿Imeon?]. Estos, sin embargo, están parcialmente ocupados por los meotas (sauromatas) y aquellos que se encuentran dentro del mar Hircanio y el Ponto, hasta el Cáucaso, los íberos, albanos, sauromatas, escitas, aqueos, zigios y heniocos. Sobre el mar Hircanio: los escitas, hircanos, partos, bactrianos, sogdianos y el resto de las regiones que se encuentran hacia el norte de los indios...". (Estrabón, Geografía, libro II, V, 31,  pp. 129-130).
De la autoridad histórica de Plinio en Occidente:
"... In vniuersam Hispaniã M. Varro peruenisse Iberos & Persas,& Phoenicas, Celtasque, Poenos tradit...".
"... M. Varro refiere que a toda España llegaron iberos, persas, fenicios, celtas y púnicos...". (Plinio, NAT. HIST. lib. III, Cap. I, 30-40).
Del mismo autor en la parte de Oriente: 
"Tanaim ipsum Scythae Sylin vocant; Maeotim Temerinda, quod significant matris maris...
"Los escitas llaman al río Tanais Sylin, y al lago Meótide Temerinda, que significa madre del mar". (Plinio VI, 7, 16)
Cierra el erudito etimólogo suizo estudioso del lenguaje sánscrito, Adolphe Pictet:
"Comme, en sanscrit, la racine sṛ (sar) devient sal, et que, à côté de sara, sarila, eau, on trouve sala, salila, on peut comparer aussi les noms de Sala, Salia, rivieres de l' Espagne et de l' Allemagne, la Saale saxonne d'aujourd'hui ³. Suivant Pline (VI, 7, 16), le Tanaïs et le Yaxartes étaient appelés Silis par les Scythes... [Nota] ³ Diefenbach, Celtica, II, 334. Un affluent du Don s'appelle aussi, Sal".
"Como, en sánscrito, la raíz sṛ (sar) se convierte en sal, y como, junto a sara, sarila, agua, encontramos sala, salila, también podemos comparar los nombres de Sala, Salia, ríos de España y Alemania, el Saale sajón de hoy ³. Según Plinio (VI, 7, 16), el Tanaïs y el Yaxartes eran llamados Silis por los escitas... [Nota] ³ Diefenbach, Celtica, II, 334. Un afluente del Don también se llama Sal".
Es decir, no es descartable que los ríos Sil y Tambre (Tamaris y tamaricis, antiguos pobladores de sus riberas) tomaran hidrónimo en los celto-escitas (Estrabón fue un geógrafo garante en la mayoría de sus referencias, igualmente Plinio)   Sylin o antiguo Tanais (actual Don) y Temerinda o lago Meótide antiguo (actual Mar de Azov) (II)
(I) -(II)  

## Curso

### Nacimiento
El río Sil nace en la vertiente sur de la cordillera Cantábrica, al pie de la Peña Orniz, a 1980 m s. n. m., junto al límite entre Castilla y León y Asturias. 

### Curso alto
Tras su nacimiento en Peña Orniz, atraviesa las localidades de La Cueta, Vega de Viejos, Villaseca de Laciana, Rioscuro, Villablino, Llamas de Laciana y Rabanal de Abajo, estas últimas junto al embalse de Las Rozas. Aguas abajo del embalse atraviesa Villarino del Sil, Mataotero, Cuevas del Sil y Palacios del Sil, antes de embalsarse sus aguas en Ondinas. El Sil sigue su curso pasando por Matarrosa del Sil, Toreno y Santa Marina del Sil hasta llegar al embalse de Bárcena, situado entre Cubillos del Sil, Congosto y San Miguel de las Dueñas. Posteriormente se adentra en la ciudad de Ponferrada, la localidad más poblada que atraviesa en todo su recorrido, y donde recibe las aguas del Boeza. Tras cruzar la capital de El Bierzo, pasa por Dehesas, Villaverde de la Abadía y recibe las aguas del Cúa entre Paradela del Río y Peón. Su recorrido sigue por Requejo y Valiña, antes de entrar en Galicia por Covas, en el municipio de Rubiana.

### Curso bajo
Ejerce entonces durante unos kilómetros de frontera entre Castilla y León y Galicia, atravesando el embalse de Peñarrubia y cruzando Salas de la Ribera y Puente de Domingo Flórez en el lado leonés y Sobredo y Quereño en el lado orensano. Se adentra entonces en Galicia y forma el embalse de Pumares, junto al que se encuentran las localidades de Pumares y San Justo. Atraviesa entonces El Barco de Valdeorras, capital de la comarca de Valdeorras, y Villamartín de Valdeorras y llega al embalse de Santiago, cuya presa se encuentra entre Valencia de Sil y San Miguel de Otero. Posteriormente se ensancha entre Rúa y Petín a causa del embalse de San Martiño. Atraviesa Montefurado, que recibe su nombre por el túnel excavado por orden del emperador Trajano en el siglo II, y pasa junto a Quiroga antes de pasar por San Clodio, donde hay una playa fluvial.
En Aguasmestas recibe las aguas del río Lor y se adentra en la zona conocida como los Cañones del Sil, en los que el río tiene un recorrido sinuoso entre montañas, haciendo de frontera entre las provincias de Lugo y Orense. Justo antes de recibir las aguas del Cabe, cruza el embalse de San Esteban. Posteriormente cruza el embalse de San Pedro.

### Desembocadura
El Sil desemboca en el río Miño, siendo su principal afluente, a la altura de la localidad de Peares. Dicha localidad, cruzada por ambos ríos, tiene la singularidad de pertenecer a dos provincias y cuatro municipios.
En su desembocadura, el río Sil ha recorrido 234 km y aporta un caudal promedio de unos 157 m³/s. El Miño, por su parte, cuando llega a Os Peares ha recorrido unos 135 km y su caudal medio es de 108 m³/s. Generalmente, la jerarquía entre ríos se efectúa teniendo en cuenta en su confluencia al que tiene más caudal y más longitud. En este caso, como ocurre con el Esla y el Pisuerga con el Duero, el Sil supera al Miño tanto en longitud como en caudal (5492 hm³ frente a 2762,9 hm³ de media anual). De ahí viene el dicho: el Sil lleva el agua y el Miño la fama.

## Cuenca hidrográfica
La cuenca hidrográfica del Sil, de forma triangular, queda delimitada, al norte, por la cordillera Cantábrica, al este por los Montes de León, al sur por el Macizo Central Orensano y al oeste por la cuenca del Miño. Abarca una superficie total de 7987 km².

## Afluentes principales
- Por la izquierda:
  - Valseco
  - Primout
  - Velasco
  - Boeza
    - Quintana
    - Tremor
    - Meruelo

  - Oza
  - Cabrera
  - Bibei
    - Camba
    - Conso
    - Jares
    - Navea
- Por la derecha: 
  - Caboalles
  - Valdeprado
  - Barredos
  - Cúa
    - Ancares
    - Burbia

  - Selmo
  - Soldón
  - Lor
    - Lóuzara

  - Cabe
    - Saa
    - Mao

## Embalses
- Las Rozas (28 hm³), en Villablino (León).
- Bárcena (341 hm³), situado en los municipios de Toreno, Cubillos del Sil, Congosto y Ponferrada (León).
- Peñarrubia (13 hm³), en Rubiá (Orense).
- Pumares, en Carballeda de Valdeorras (Orense).
- Santiago (2 hm³), en Villamartín de Valdeorras (Orense).
- San Martiño (10 hm³), entre A Rúa de Valdeorras y Petín (Orense).
- Sequeiros (11 hm³), entre Quiroga y Ribas de Sil (Lugo).
- San Esteban (Santo Estevo) (213 hm³), en Nogueira de Ramuín (Orense).
- San Pedro (6 hm³), entre Nogueira de Ramuín (Orense) y Pantón (Lugo).

## Contaminación
En 2020 aparecieron en medios de comunicación unas imágenes en las que se tiraba un vagón de tren al río. renfe operadora reconoció su culpa y se comprometió a retirarlo.